# Invasion von der Wega
Invasion von der Wega (Originaltitel The Invaders) ist eine US-amerikanische Science-Fiction-Fernsehserie der 1960er Jahre.

## Handlung
Der Architekt David Vincent beobachtet eines Nachts, vom Wege abgekommen, die Landung eines UFOs. Er alarmiert die Polizei, doch diese findet am Schauplatz des Geschehens keinerlei Spuren. Vincent, der nun im ganzen Land Nachforschungen anstellt, wird zum verbissenen Gegner der Aliens. Er erkennt, dass die Aliens menschliche Gestalt angenommen haben, Pläne zur Invasion der Erde verfolgen und bereits Schlüsselpositionen in Politik, Verwaltung und Militär besetzt haben.
Die Aliens sind äußerlich nur an einer leichten Verkrümmung des kleinen Fingers von Menschen zu unterscheiden sowie daran, dass sie verglühen, wenn sie sterben. Wenn sie verletzt werden, bluten sie nicht und haben außerdem keinen Puls. In der zweiten Staffel der Serie trifft Vincent auf eine Gruppe, die sich The Believers (Die Helfer) nennt. Diese haben eine Organisation gegründet, die aus dem Untergrund heraus die Aliens bekämpft. Sie errichten zum Beispiel geheime Basen, von denen aus sie die Landung von fliegenden Untertassen mit speziellen Wellen stören können. Auch gelingt es ihnen, einflussreiche Personen für ihren Kampf zu gewinnen.
Im Gegensatz zu vielen anderen Science-Fiction-Serien kommt Invasion von der Wega nur mit geringster Tricktechnik und wenigen Spezialeffekten aus. Der Umstand, dass die Außerirdischen als Menschen auftreten und somit überall und plötzlich in Erscheinung treten können, erzeugt eine unheimliche Bedrohung, die von überall her zu kommen scheint und damit eine dramaturgische Spannung erzeugt, die selten nachher in einem solchen Serienprojekt wieder erreicht wurde. Die Serie greift damit deutlich Motive der sogenannten „Invasionsfilme“ aus den 1950er-Jahren auf (etwa Invasion of the Body Snatchers – deutscher Titel „Die Dämonischen“ von Don Siegel), die auf die Angst vor dem sich angeblich einschleichenden Kommunismus in den USA anspielten.
Im amerikanischen Originalton heißt es „They are coming from another Galaxy“ („sie kommen aus einer anderen Galaxie“) – was angesichts der geringen Größe der Raumschiffe ziemlich unwahrscheinlich ist. In der deutschen Übersetzung wurde daraus „ein Planet der Wega“.

## Ausstrahlung und deutsche Fassung
Die erste Episode wurde am 10. Januar 1967 in den USA gesendet. Im deutschen Fernsehen (ZDF) wurde die Serie zwischen dem 14. April 1970 und dem 5. Januar 1971 jeweils dienstags um 21:05 Uhr ausgestrahlt. Die durchschnittliche Einschaltquote lag hier bei 46 %. Von den insgesamt 43 Folgen wurden nur 20 in deutscher Sprache synchronisiert. Bis auf die Folge Nr. 18 Die Verfolgten am 18. September 1973 wurde die Serie im deutschen Fernsehen niemals wiederholt.
Die deutsche Fassung entstand bei der ATF Television Film. Die Bücher schrieb Fritz A. Koeniger und die Regie übernahm Hansjörg Amon. David Vincent wurde von Michael Chevalier gesprochen und Curt Ackermann lieh Edgar Scoville die Stimme. Als Erzähler war zunächst Arnold Marquis und später Joachim Nottke zu hören.
Um die Serie für das deutsche Publikum zu einem Abschluss zu bringen, fügte man in der letzten in Deutschland ausgestrahlten Episode Die Rebellen die Erklärung ein, dass die Invasion nun gestoppt sei und David Vincent damit sein Ziel erreicht habe. Ähnlich ging das ZDF bereits in der Serie UFO vor.

## Das Buch zur Serie
1970 erschien im Münchner Schneider Verlag von Jack Pearl das Buch zur Serie: Invasion von der Wega – Todesstrahlen aus dem Weltall, übersetzt von Liselotte Eder.

## Kritik
Anlässlich der Ausstrahlung der Serien UFO und Time Tunnel im Sommer 1971 konstatierte Der Spiegel:

„Beiden Serien, freilich, liegt jenes Freund-Feind-Klischee zugrunde, das schon bei der Reihe ‚Invasion von der Wega‘ von Kritikern verurteilt wurde, weil es angeblich das ‚faschistoide Potential unserer Gesellschaft mobilisiert‘“

## Sonstiges
1995 wurde eine Fernseh-Miniserie unter dem Titel The Invaders – Invasion aus dem All mit Scott Bakula mit zwei Teilen zu je 90 Minuten produziert, die die Geschichte der Invaders fortsetzen sollte. Die beiden Folgen wurden am 26. und 27. Januar 1997 auf ProSieben ausgestrahlt. 
Der Hauptdarsteller der Originalserie, Roy Thinnes, hatte 30 Jahre nach Invasion von der Wega eine wiederkehrende Rolle in der Mysteryserie Akte X.

## Episoden
Die Reihenfolge der Episoden entspricht der US-amerikanischen Erstausstrahlung.

### Staffel 1
| Nr. (ges.) | Nr. (St.) | Deutscher Titel      | Originaltitel      | Erstausstrahlung USA | Deutschsprachige Erstausstrahlung (ZDF) | ZDF-Folge |
| ---------- | --------- | -------------------- | ------------------ | -------------------- | --------------------------------------- | --------- |
| 1          | 1         | Die Entdeckung       | Beachhead          | 10. Jan. 1967        | 14. Apr. 1970                           | 1         |
| 2          | 2         | –                    | The Experiment     | 17. Jan. 1967        | –                                       | –         |
| 3          | 3         | –                    | The Mutation       | 24. Jan. 1967        | –                                       | –         |
| 4          | 4         | –                    | The Leeches        | 31. Jan. 1967        | –                                       | –         |
| 5          | 5         | –                    | Genesis            | 7. Feb. 1967         | –                                       | –         |
| 6          | 6         | –                    | Vikor              | 14. Feb. 1967        | –                                       | –         |
| 7          | 7         | Die Insekten         | Nightmare          | 21. Feb. 1967        | 23. Juni 1970                           | 6         |
| 8          | 8         | –                    | Doomsday Minus One | 28. Feb. 1967        | –                                       | –         |
| 9          | 9         | Herkunft: Unbekannt! | Quantity: Unknown  | 7. März 1967         | 18. Aug. 1970                           | 10        |
| 10         | 10        | Reise nach Utopia    | The Innocent       | 14. März 1967        | 1. Sep. 1970                            | 11        |
| 11         | 11        | Der Charterpilot     | The Ivy Curtain    | 21. März 1967        | 12. Mai 1970                            | 3         |
| 12         | 12        | –                    | The Betrayed       | 28. März 1967        | –                                       | –         |
| 13         | 13        | –                    | Storm              | 4. Apr. 1967         | –                                       | –         |
| 14         | 14        | –                    | Panic              | 11. Apr. 1967        | –                                       | –         |
| 15         | 15        | Der Astronaut        | Moonshot           | 18. Apr. 1967        | 21. Juli 1970                           | 8         |
| 16         | 16        | Tödliche Kristalle   | Wall of Crystal    | 2. Mai 1967          | 7. Juli 1970                            | 7         |
| 17         | 17        | Die Geheimakte       | The Condemned      | 9. Mai 1967          | 4. Aug. 1970                            | 9         |

### Staffel 2
| Nr. (ges.) | Nr. (St.) | Deutscher Titel   | Originaltitel           | Erstausstrahlung USA | Deutschsprachige Erstausstrahlung (ZDF) | ZDF-Folge |
| ---------- | --------- | ----------------- | ----------------------- | -------------------- | --------------------------------------- | --------- |
| 18         | 1         | Alarmstufe I      | Condition: Red          | 5. Sep. 1967         | 28. Apr. 1970                           | 2         |
| 19         | 2         | Das Raumschiff    | The Saucer              | 12. Sep. 1967        | 9. Juni 1970                            | 5         |
| 20         | 3         | –                 | The Watchers            | 19. Sep. 1967        | –                                       | –         |
| 21         | 4         | –                 | Valley Of The Shadow    | 26. Sep. 1967        | –                                       | –         |
| 22         | 5         | –                 | The Enemy               | 3. Okt. 1967         | –                                       | –         |
| 23         | 6         | Der Mordprozess   | The Trial               | 10. Okt. 1967        | 26. Mai 1970                            | 4         |
| 24         | 7         | –                 | The Spores              | 17. Okt. 1967        | –                                       | –         |
| 25         | 8         | –                 | Dark Outpost            | 24. Okt. 1967        | –                                       | –         |
| 26         | 9         | –                 | Summit Meeting (Part 1) | 31. Okt. 1967        | –                                       | –         |
| 27         | 10        | –                 | Summit Meeting (Part 2) | 7. Nov. 1967         | –                                       | –         |
| 28         | 11        | –                 | The Prophet             | 14. Nov. 1967        | –                                       | –         |
| 29         | 12        | –                 | Labyrinth               | 21. Nov. 1967        | –                                       | –         |
| 20         | 13        | –                 | The Captive             | 28. Nov. 1967        | –                                       | –         |
| 31         | 14        | Die Helfer        | The Believers           | 5. Dez. 1967         | 15. Sep. 1970                           | 12        |
| 32         | 15        | –                 | The Ransom              | 12. Dez. 1967        | –                                       | –         |
| 33         | 16        | Der Zeitungskönig | Task Force              | 26. Dez. 1967        | 29. Sep. 1970                           | 13        |
| 34         | 17        | Die Marionetten   | The Possessed           | 2. Jan. 1968         | 13. Okt. 1970                           | 14        |
| 35         | 18        | Der Gegenschlag   | Counterattack           | 9. Jan. 1968         | 22. Dez. 1970                           | 19        |
| 36         | 19        | Die Traummaschine | The Pit                 | 16. Jan. 1968        | 27. Okt. 1970                           | 15        |
| 37         | 20        | Die Gangster      | The Organization        | 30. Jan. 1968        | 10. Nov. 1970                           | 16        |
| 38         | 21        | –                 | The Peacemaker          | 6. Feb. 1968         | –                                       | –         |
| 39         | 22        | Die Galgenfrist   | The Vise                | 20. Feb. 1968        | 24. Nov. 1970                           | 17        |
| 40         | 23        | –                 | The Miracle             | 27. Feb. 1968        | –                                       | –         |
| 41         | 24        | Die Rebellen      | The Life Seekers        | 5. März 1968         | 5. Jan. 1971                            | 20        |
| 42         | 25        | Die Verfolgten    | The Pursued             | 12. März 1968        | 8. Dez. 1970                            | 18        |
| 43         | 26        | –                 | Inquisition             | 26. März 1968        | –                                       | –         |

## DVD
Am 30. Mai 2011 erschienen die Folgen 1 und 7 (Die Entdeckung und Die Insekten) auf einer DVD sowohl in englischer als auch in deutsch synchronisierter Fassung.
Am 30. November 2012 wurden erstmals alle 20 deutsch synchronisierten Folgen einschließlich der englischen Sprachfassung in einer aus sechs DVDs bestehenden Box veröffentlicht. Als Bonusmaterial erschienen die ursprüngliche Langfassung des Pilotfilms und ein Interview mit Roy Thinnes.